# Nils Granfelt
Nils Daniel Granfelt (Stockholm, 17 februari 1887 - Nacka, 21 juli 1959) was een Zweeds turner.
Granfelt won tijdens de Olympische Zomerspelen 1912 in eigen land de gouden medaille met de Zweedse ploeg in de landenwedstrijd Zweeds systeem.

## Olympische Zomerspelen
| Jaar | Plaats    | Resultaten          |
| ---- | --------- | ------------------- |
| 1912 | Stockholm | team Zweeds systeem |